# James Wolfe

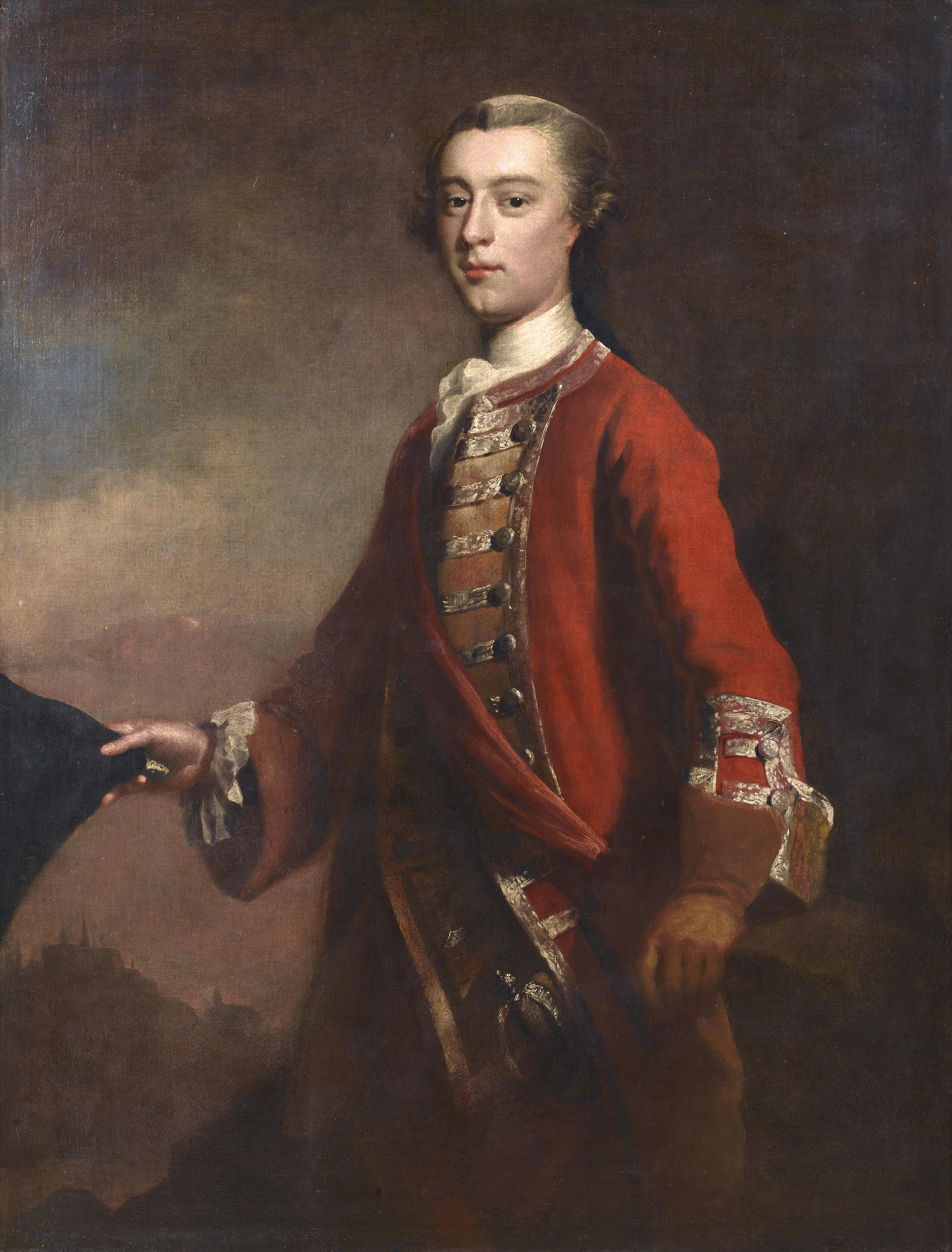
"Major General Wolfe. Retrato atribuído a Joseph Highmore.

James Wolfe (2 de janeiro de 1727 – 13 de setembro de 1759) foi um oficial do Exército Britânico, conhecido por suas reformas de treinamento e, enquanto major-general, lembrado principalmente por sua vitória em 1759 sobre os franceses na Batalha das Planícies de Abraham em Quebec.
Filho de um distinto general, Edward Wolfe, ele recebeu sua primeira patente ainda jovem e serviu extensivamente na Europa durante a Guerra de Sucessão Austríaca. Seu serviço em Flandres e na Escócia, onde participou da supressão da Rebelião Jacobita, chamou a atenção de seus superiores. O avanço de sua carreira foi interrompido pelo Tratado de Paz de 1748, e ele passou grande parte dos oito anos seguintes em dever de guarnição nas Terras Altas da Escócia. Já major de brigada aos 18 anos, tornou-se tenente-coronel aos 23.
A eclosão da Guerra dos Sete Anos, em 1756, ofereceu a Wolfe novas oportunidades de promoção. Sua participação no malogrado ataque a Rochefort em 1757 levou William Pitt a nomeá-lo segundo em comando de uma expedição para capturar a Fortaleza de Louisbourg. Após o sucesso do cerco de Louisbourg, ele foi nomeado comandante de uma força que subiu o Rio São Lourenço para capturar Quebec. Depois de um longo cerco, Wolfe derrotou uma força francesa sob comando do Marquês de Montcalm, permitindo que as forças britânicas tomassem a cidade. Wolfe foi morto no auge da Batalha das Planícies de Abraham após ser atingido por três tiros de mosquete. No dia seguinte, Montcalm também faleceu.
A participação de Wolfe na tomada de Quebec em 1759 lhe rendeu fama duradoura, tornando-o um ícone da vitória britânica na Guerra dos Sete Anos e da consequente expansão territorial. Ele foi retratado na pintura The Death of General Wolfe, que se tornou famosa mundialmente. Wolfe foi posteriormente apelidado de "O Herói de Quebec", "O Conquistador de Quebec" e "O Conquistador do Canadá", pois a captura de Quebec levou diretamente à queda de Montreal, encerrando o controle francês da colônia.

## Primeiros anos

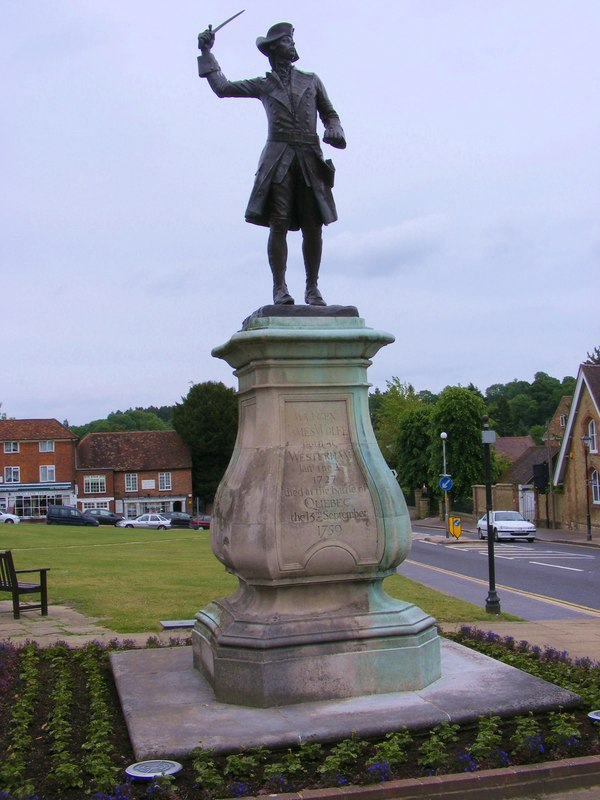
Estátua de Wolfe em seu local de nascimento, Westerham, Kent

James Wolfe nasceu na casa paroquial local em 2 de janeiro de 1727 (New Style ou 22 de dezembro de 1726, estilo antigo), em Westerham, Kent, sendo o mais velho de dois filhos do coronel (mais tarde tenente-general) Edward Wolfe, um veterano de guerra cuja família era de origem Anglo-Irlandesa, e de Henrietta Thompson. Seu tio foi Edward Thompson MP, um político notável. A casa de infância de Wolfe em Westerham, conhecida em sua época como Spiers, foi preservada em sua memória pela National Trust com o nome Quebec House. A família Wolfe estava há muito estabelecida na Irlanda, e James correspondia regularmente com seu tio, major Walter Wolfe, em Dublin. Stephen Woulfe, importante político e juiz irlandês do século seguinte, era da ramificação da família em Limerick; seu pai era primo de terceiro grau de James Wolfe.
Os Wolfes eram próximos da família Warde, que vivia em Squerryes Court, Westerham. O amigo de infância de Wolfe, George Warde, alcançou fama como comandante-em-chefe na Irlanda.
Por volta de 1738, a família mudou-se para Greenwich, no noroeste de Kent. Desde muito cedo, Wolfe estava destinado a uma carreira militar, ingressando como voluntário no 1º Regimento de Fuzileiros Navais de seu pai aos treze anos.
Uma doença o impediu de participar de uma grande expedição contra Cartagena (então sob domínio espanhol) em 1740, e seu pai o enviou de volta para casa alguns meses depois. Ele, portanto, perdeu o que se mostrou um desastre para as forças britânicas no Cerco de Cartagena de Índias durante a Guerra da Orelha de Jenkins, em que grande parte da expedição morreu devido a doenças.

## Guerra de Sucessão Austríaca (1740–1748)

### Guerra na Europa
Em 1740, a Guerra de Sucessão Austríaca eclodiu na Europa. Embora inicialmente a Grã-Bretanha não tenha intervindo ativamente, a presença de um grande exército francês perto da fronteira dos Países Baixos Austríacos levou os britânicos a enviar uma expedição para ajudar a defender o território de sua aliada, a Áustria, em 1742. James Wolfe recebeu sua primeira patente como segundo-tenente no regimento de Fuzileiros Navais de seu pai em 1741.
No início do ano seguinte, transferiu-se para o 12th Regiment of Foot, um regimento de infantaria do Exército Britânico, e partiu alguns meses depois rumo a Flandres, onde os britânicos se posicionaram em Gante. Lá, Wolfe foi promovido a tenente e se tornou ajudante de seu batalhão. Seu primeiro ano no continente foi frustrante, pois, apesar dos rumores de um ataque britânico a Dunquerque, eles permaneceram inativos em Flandres.

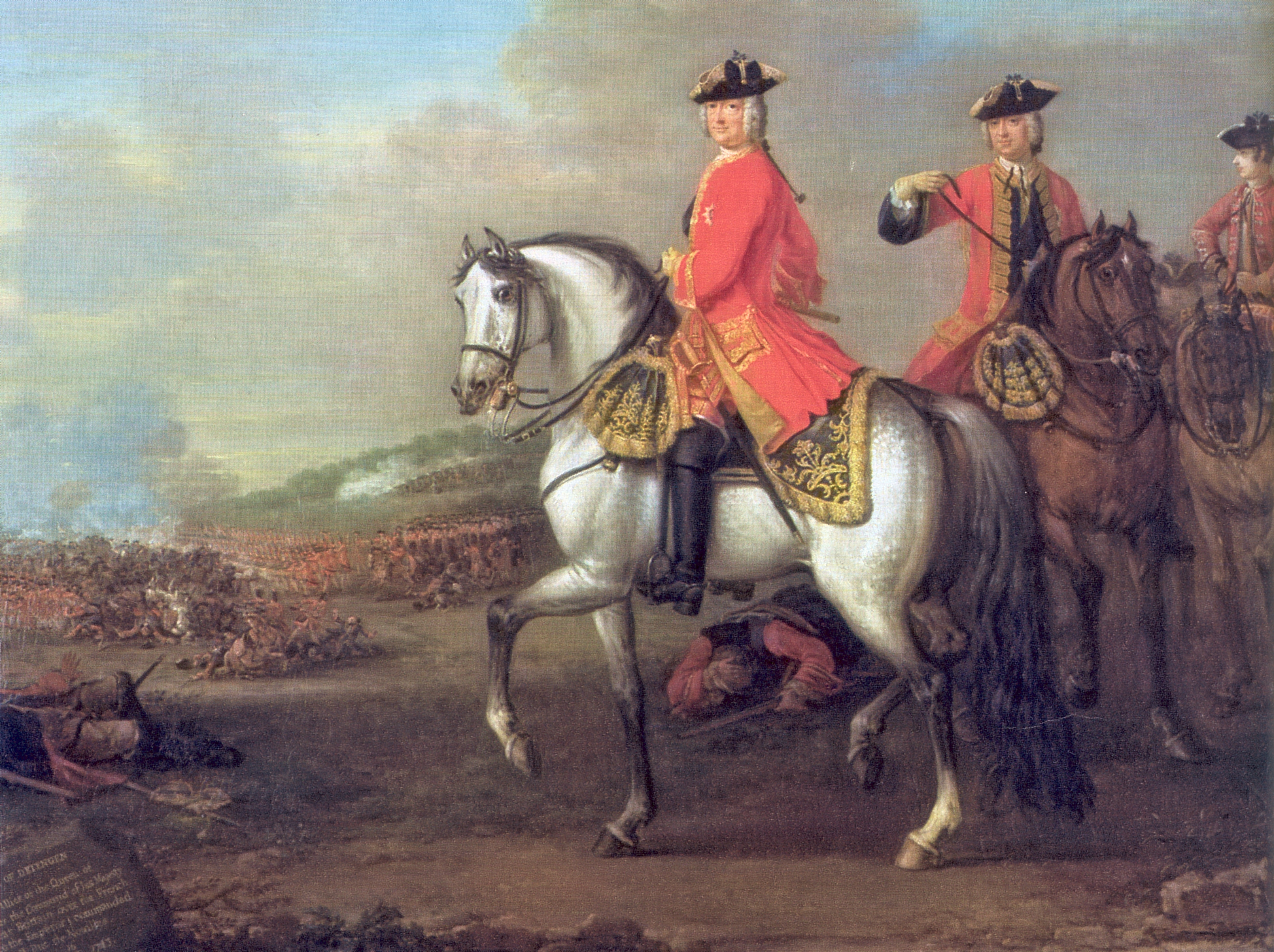
Wolfe participou de sua primeira ação de combate na Batalha de Dettingen em 1743.

Em 1743, foi acompanhado pelo irmão mais novo, Edward, que havia recebido patente no mesmo regimento. Naquele ano, ambos participaram de uma ofensiva lançada pelos britânicos. Em vez de avançar para o sul, como se esperava, os britânicos e seus aliados seguiram para leste, no sul da Alemanha, onde enfrentaram um grande exército francês. O exército ficou sob comando pessoal de Jorge II, mas em junho ele pareceu cometer um erro catastrófico, deixando os Aliados encurralados contra o rio Main, cercados pelo inimigo num verdadeiro "esparrelho".
Em vez de se render, Jorge II tentou corrigir a situação lançando um ataque às posições francesas perto da vila de Dettingen. O regimento de Wolfe envolveu-se em combates pesados, com as duas forças trocando sucessivas descargas de mosquete. Seu regimento sofreu as maiores baixas de todos os batalhões de infantaria britânicos, e Wolfe teve seu cavalo baleado. Apesar de três ataques franceses, os Aliados repeliram o inimigo, que fugiu por Dettingen, vila então ocupada pelos Aliados. Porém, Jorge II falhou em perseguir adequadamente os franceses, permitindo-lhes escapar. Ainda assim, os Aliados haviam frustrado o movimento francês na Alemanha, protegendo a independência do Hanôver.
O desempenho do regimento de Wolfe em Dettingen chamou a atenção do Duque de Cumberland, que estivera próximo dele durante o confronto. Um ano depois, Wolfe se tornou capitão do 45º Regimento de Infantaria. Após o êxito em Dettingen, a campanha de 1744 foi outra frustração, pois as forças aliadas sob George Wade não concluíram seu objetivo de capturar Lille, não lutaram batalhas importantes e voltaram aos quartéis de inverno em Gante sem conquistas significativas. Wolfe ficou arrasado quando seu irmão Edward morreu, provavelmente de tuberculose, naquele outono.
O regimento de Wolfe permaneceu guarnecendo Gante, deixando de participar da derrota aliada na Batalha de Fontenoy, em maio de 1745, em que seu antigo regimento sofreu baixas muito pesadas. Logo depois de partirem de Gante, a cidade foi subitamente atacada pelos franceses, que a capturaram, bem como sua guarnição. Tendo escapado por pouco de ser feito prisioneiro, Wolfe foi nomeado major de brigada.

### Levante Jacobita

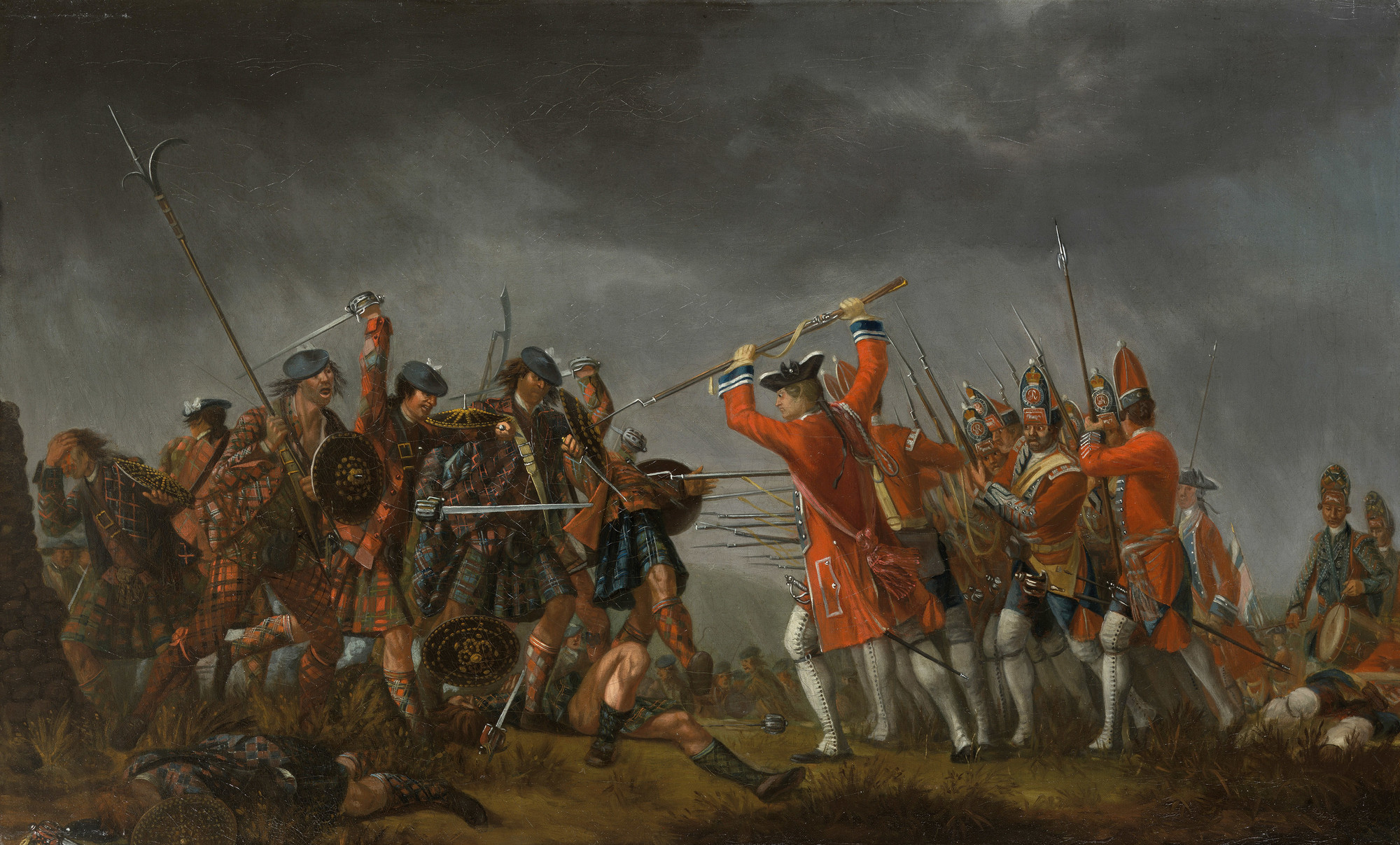
Durante o Levante Jacobita de 1745, Wolfe lutou na decisiva Batalha de Culloden na Escócia, em abril de 1746. An Incident in the Rebellion of 1745 por David Morier.

Em julho de 1745, Carlos Eduardo Stuart desembarcou na Escócia, buscando recuperar o trono britânico para seu pai, o exilado James Stuart. Nas fases iniciais do Levantamento de 1745, os jacobitas tomaram Edimburgo e derrotaram as forças do governo na Batalha de Prestonpans em setembro, o que levou à convocação do Duque de Cumberland, comandante do exército britânico em Flandres, e 12.000 soldados, incluindo o regimento de Wolfe.
Em 8 de novembro, o exército jacobita cruzou a fronteira inglesa, evitando as forças do governo em Newcastle ao seguir pelo lado oeste, via Carlisle. Eles chegaram a Derby antes de recuar em 6 de dezembro, devido à falta de apoio inglês, retornando com sucesso à Escócia. Wolfe foi ajudante-de-ordens de Henry Hawley na Batalha de Falkirk e lutou na Batalha de Culloden em abril, sob as ordens de Cumberland.
Há um famoso relato segundo o qual Wolfe teria se recusado a executar a ordem de matar um oficial das Terras Altas ferido após Culloden, ordem que teria sido dada por Cumberland ou Hawley. Embora haja evidências de que feridos jacobitas foram mortos e Hawley foi um dos que deu tais ordens, não se pode confirmar se Wolfe de fato recusou obedecer. O historiador John Prebble refere-se aos assassinatos como sintomáticos do humor e do comportamento geral do exército. Isso incluiu o próprio Wolfe; liderando expedições punitivas após a batalha, ele escreveu a um colega que "o mínimo de montanheses que forem feitos prisioneiros, melhor." 

### Retorno ao Continente
Em janeiro de 1747, Wolfe retornou ao Continente e à Guerra de Sucessão Austríaca, servindo sob Sir John Mordaunt. Os franceses haviam aproveitado a ausência das tropas britânicas de Cumberland para avançar nos Países Baixos Austríacos, incluindo a tomada de Bruxelas.
O principal objetivo francês em 1747 era capturar Maastricht, considerado o portal para a República Holandesa. Wolfe integrou o exército de Cumberland, que marchou para proteger a cidade das forças francesas sob Marechal Saxe. Em 2 de julho, Wolfe participou da Batalha de Lauffeld, na qual foi gravemente ferido e recebeu uma recomendação oficial pelos serviços prestados. Lauffeld foi a maior batalha em termos de efetivos em que Wolfe lutou, totalizando mais de 140 000 combatentes nos dois lados. Após sua vitória apertada em Lauffeld, os franceses capturaram Maastricht e tomaram a fortaleza estratégica em Bergen-op-Zoom. Ambos os exércitos permaneceram prontos para novas ofensivas, mas um armistício encerrou os combates.
Em 1748, aos 21 anos e após servir em sete campanhas, Wolfe voltou para a Grã-Bretanha pelo Tratado de Aix-la-Chapelle, que pôs fim à guerra. Pelo acordo, Grã-Bretanha e França concordaram em devolver todo o território capturado, e os Países Baixos Austríacos retornaram ao controle austríaco.

## Serviço em tempo de paz (1748–1756)
Depois de voltar para casa, ele foi enviado à Escócia para serviços de guarnição, e um ano depois foi nomeado major, patente na qual assumiu o comando do 20º Regimento, estacionado em Stirling. Em 1750, Wolfe foi confirmado como tenente-coronel do regimento.
Ao longo dos oito anos em que esteve na Escócia, Wolfe escreveu panfletos militares e tornou-se fluente em francês, resultado de várias viagens a Paris. Apesar de sofrer crises de saúde, possivelmente tuberculose, ele se esforçava para manter a mente ativa aprendendo latim e matemática. Quando conseguia, treinava seu físico, principalmente aprimorando sua esgrima.
Em 1752, Wolfe obteve licença prolongada. Partindo da Escócia, primeiro foi à Irlanda e ficou com o tio em Dublin. Visitou Belfast e conheceu o local da Batalha do Boyne. Após uma breve parada na casa dos pais em Greenwich, recebeu permissão do Duque de Cumberland para viajar ao exterior, atravessando o Canal da Mancha rumo à França. Em Paris, foi frequentemente recebido pelo embaixador britânico, Earl de Albemarle, com quem servira na Escócia em 1746. Albemarle também organizou para que Wolfe fosse apresentado a Luís XV. Wolfe pediu para estender sua licença a fim de observar um grande exercício militar do exército francês, mas foi chamado de volta com urgência, retornando ao regimento em Glasgow. Em 1754, as relações cada vez piores entre Grã-Bretanha e França tornaram iminente uma guerra, e eclodiram combates na América do Norte entre ambos os lados.
Deserção, sobretudo em face do inimigo, sempre fora considerada ofensa capital. Wolfe valorizava a pena de morte e, em 1755, ordenou que qualquer soldado que rompesse as fileiras ("se retirasse de sua posição ou hesitasse") deveria ser imediatamente executado por um oficial ou sargento.

## Guerra dos Sete Anos (1756–63)

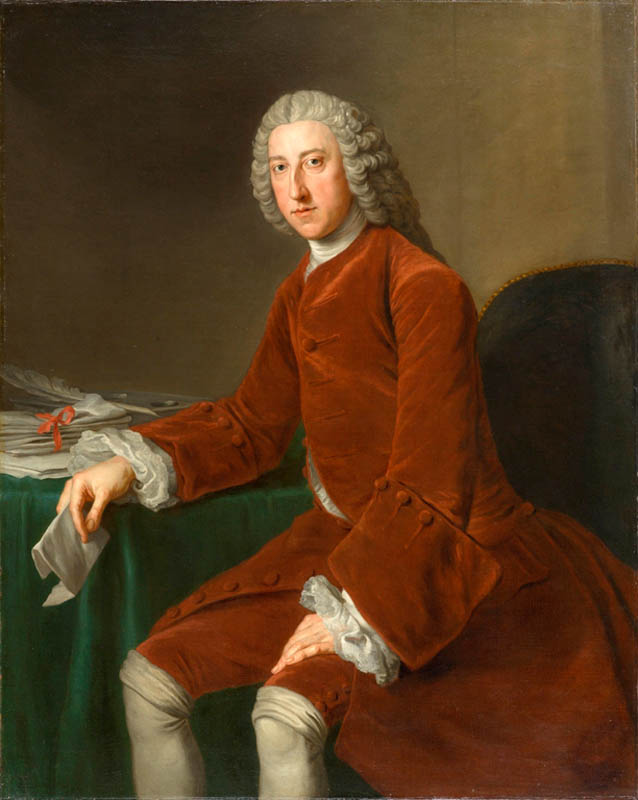
Wolfe chamou a atenção de William Pitt, o Velho após sua participação no ataque a Rochefort. Pitt promoveu Wolfe e o enviou ao Canadá, que planejava conquistar.

Em 1756, com o início das hostilidades com a França, Wolfe foi promovido a coronel. Ele foi destacado para Cantuária, onde seu regimento se encontrava para proteger seu condado natal de Kent de uma possível invasão francesa. Ficou muito desanimado com a perda de Minorca, em junho de 1756, lamentando o que considerava falta de profissionalismo nas forças britânicas. Apesar de muitos acreditarem na iminência de um desembarque francês, Wolfe considerava improvável que suas tropas fossem chamadas ao combate. Mesmo assim, ele as treinou intensamente e emitiu instruções de combate às suas unidades.
À medida que a ameaça de invasão diminuía, o regimento foi deslocado para Wiltshire. Apesar dos reveses iniciais da guerra na Europa e na América do Norte, esperava-se que os britânicos passassem à ofensiva, e Wolfe previa um papel destacado nessas operações. Contudo, sua saúde estava em declínio, levantando suspeitas de que, assim como o irmão falecido, sofresse de consunção. Muitas de suas cartas aos pais assumem um tom fatalista, no qual fala sobre a probabilidade de morte precoce.

### Rochefort
Em 1757, Wolfe participou do assalto anfíbio britânico a Rochefort, um porto na costa atlântica da França. Era uma grande incursão naval planejada para capturar a cidade e aliviar a pressão sobre os aliados alemães da Grã-Bretanha, atacados pelos franceses no norte da Europa. Wolfe foi selecionado para integrar a expedição em parte por sua amizade com o comandante Sir John Mordaunt. Além de suas funções regimentais, Wolfe serviu como quartel-mestre general de toda a expedição. A força reuniu-se na Ilha de Wight, e após semanas de atraso finalmente partiu em 7 de setembro.
A investida fracassou: após capturar uma ilha próxima, os britânicos não desembarcaram no continente para avançar contra Rochefort e preferiram recuar. Embora sua aparição repentina na costa francesa tenha espalhado pânico, teve poucos resultados práticos. Mordaunt foi levado a corte marcial por não ter atacado Rochefort, embora tenha sido absolvido. Wolfe, porém, destacou-se como um dos poucos líderes militares que sobressaíram — chegou a ir pessoalmente a terra para reconhecer o terreno e constantemente incentivou Mordaunt a agir. Wolfe chegou a dizer ao general que poderia tomar Rochefort com apenas 500 homens, mas Mordaunt se negou a dar permissão. Embora irritado com o fracasso, Wolfe aproveitou lições valiosas sobre guerra anfíbia, aplicadas depois em Louisbourg e em Quebec.
Como resultado de suas ações em Rochefort, Wolfe chamou a atenção do primeiro-ministro William Pitt, o Velho. Pitt estava convencido de que os maiores ganhos na guerra viriam na América do Norte, onde a França era vulnerável, e planejava atacar o Canadá francês. Decidiu, então, promover Wolfe, ultrapassando vários oficiais superiores.

### Louisbourg

O brigadeiro-general James Wolfe no cerco de Louisbourg em 1758.

Em 23 de janeiro de 1758, James Wolfe foi nomeado brigadier general, enviado juntamente com o major-general Jeffrey Amherst na frota do Almirante Boscawen para sitiar a Fortaleza de Louisbourg na Nova França (localizada onde hoje é Ilha do Cabo Bretão, Nova Escócia). Louisbourg ficava próxima à foz do Rio São Lourenço e sua captura era tida como essencial a um ataque ao Canadá a partir do leste. Uma expedição anterior, em 1757, falhou devido ao reforço naval francês. Para 1758, Pitt enviou uma força muito maior da Marinha Real para acompanhar as tropas de Amherst. Wolfe destacou-se nos preparativos para o ataque, no desembarque inicial e na ofensiva das baterias de cerco. Os franceses capitularam em junho de 1758, no cerco de Louisbourg. Em seguida, Wolfe participou da expulsão dos Acadianos na Campanha do Golfo de São Lourenço.
Os britânicos planejavam prosseguir pelo São Lourenço e atacar Quebec ainda naquele ano, mas a chegada do inverno os obrigou a adiar para o seguinte. Também foi rejeitada a ideia de capturar Nova Orleães, e Wolfe retornou à Inglaterra. A participação na captura da fortaleza trouxe-lhe destaque junto ao público britânico pela primeira vez. A boa notícia da vitória em Louisbourg foi ofuscada pelo fracasso de outra força britânica em avançar rumo a Montreal, sendo derrotada na Batalha de Carillon, além da morte de George Howe, general jovem e muito estimado que Wolfe descreveu como "o melhor oficial do Exército Britânico". Ele morreu quase ao mesmo tempo que o general francês.

### Quebec (1759)

#### Nomeação

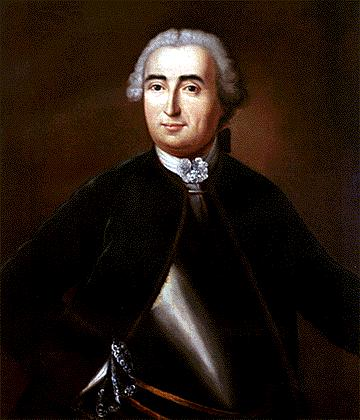
O adversário de Wolfe em Quebec foi o Marquês de Montcalm.

Tendo se mostrado valoroso em Louisbourg, William Pitt, o Velho escolheu Wolfe para liderar o ataque britânico contra Quebec no ano seguinte. Embora Wolfe recebesse patente local de major-general enquanto servia no Canadá, na Europa ainda era oficialmente coronel. Amherst fora nomeado comandante-em-chefe na América do Norte, liderando uma força separada e maior para atacar o Canadá pelo sul. Ele insistiu que seu amigo, o oficial Guy Carleton, um irlandês, fosse nomeado quartel-mestre geral, ameaçando renunciar caso não fosse atendido. Atendido o pedido, Wolfe começou os preparativos para a partida. Pitt persistia na prioridade das operações na América do Norte, desejando enfraquecer a posição internacional francesa e, simultaneamente, direcionando recursos para a Índia.

#### Avanço pelo São Lourenço
Apesar do grande acúmulo de tropas britânicas na América do Norte, a estratégia de dividir o exército para ataques separados ao Canadá significou que, ao chegar a Quebec, o comandante francês, Montcalm, teria superioridade local de tropas, graças à ampla mobilização de milícias canadenses para defender sua terra natal. Os franceses inicialmente esperavam um ataque britânico a partir do leste, considerando o Rio São Lourenço intransponível para força tão grande, e prepararam-se para defender Quebec pelo sul e oeste. Uma cópia interceptada dos planos britânicos deu a Montcalm várias semanas para fortalecer as defesas contra um ataque anfíbio de Wolfe.
O objetivo de Montcalm era evitar a captura de Quebec, mantendo um reduto francês no Canadá. O governo francês acreditava na possibilidade de um tratado de paz no ano seguinte e concentrava esforços em vencer na Alemanha e na invasão planejada da Grã-Bretanha, esperando trocar os territórios capturados ao fim das negociações. Para isso, Montcalm precisava apenas resistir até o início do inverno. Wolfe tinha uma janela estreita para tomar Quebec em 1759, antes de o São Lourenço congelar, prendendo suas tropas.
O exército de Wolfe concentrou-se em Louisbourg. Ele esperava liderar 12 000 homens, mas encontrou apenas cerca de 400 oficiais, 7 000 soldados regulares e 300 artilheiros. Suas forças eram apoiadas por uma frota de 49 navios e 140 embarcações menores, sob comando do almirante Charles Saunders. Ansioso por começar a campanha, após vários atrasos, partiu com parte das tropas, deixando ordens para que reforços futuros o seguissem rio acima.

#### Cerco

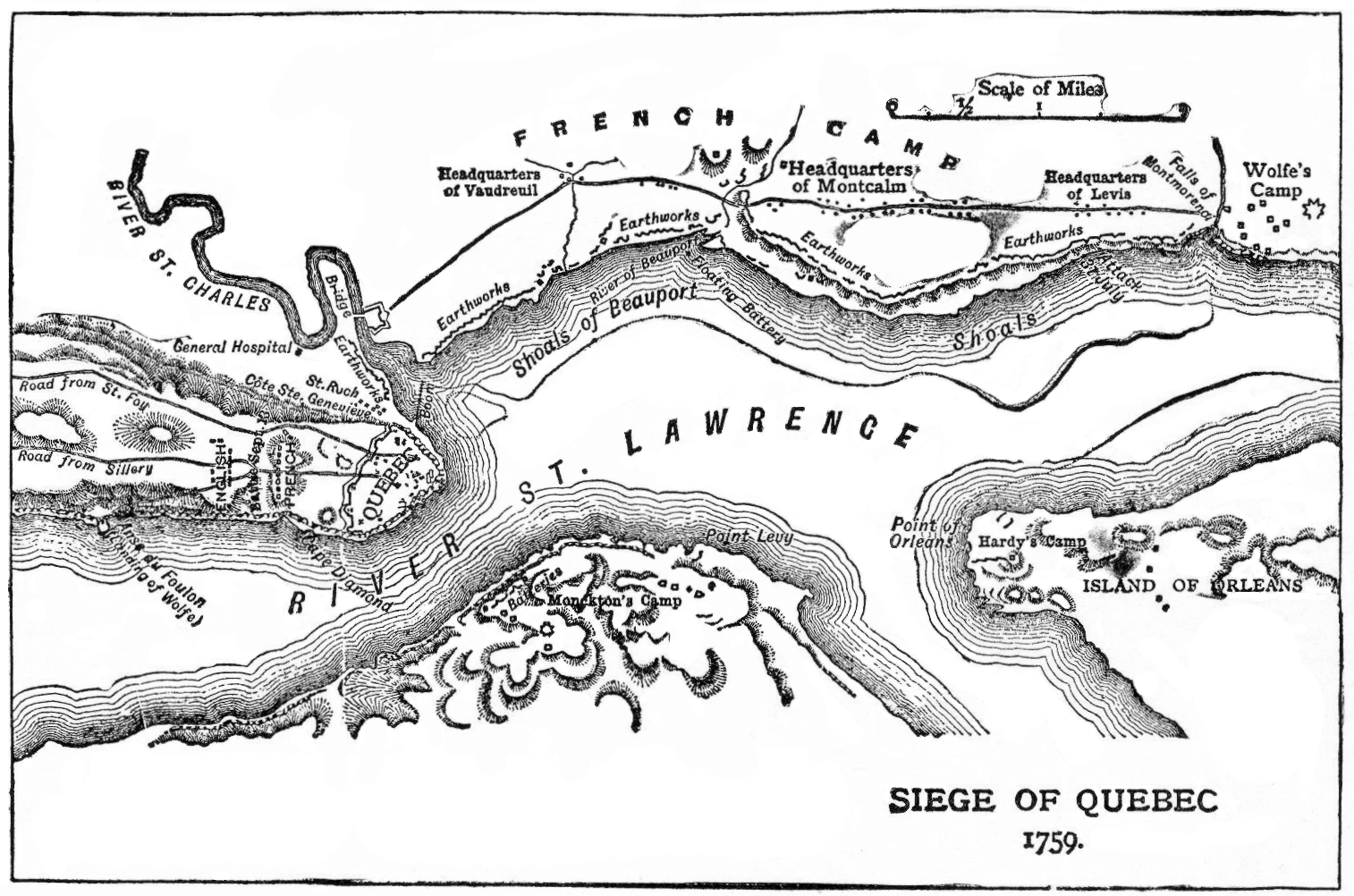
Mapa da região de Quebec mostrando as posições das forças francesa e britânica. As Planícies de Abraham ficam à esquerda.

O exército britânico sitiou a cidade por três meses. Durante esse período, Wolfe emitiu um documento, conhecido como Wolfe's Manifesto, aos civis franco-canadenses, parte de sua estratégia de intimidação psicológica. Em março de 1759, antes de chegar a Quebec, Wolfe escreveu a Amherst: “Se, por acidente no rio, pela resistência do inimigo, por doença ou mortandade no exército, ou por qualquer outra causa, descobrirmos que Quebec não cairá em nossas mãos (perseverando até o último momento), proponho incendiar a cidade com obuses, destruir a colheita, as casas e o gado, tanto rio acima quanto rio abaixo, enviar o máximo de canadenses possível para a Europa e deixar fome e desolação para trás; belle résolution & très chrétienne; mas precisamos ensinar esses canalhas a guerrear de maneira mais cavalheiresca.” Esse manifesto costuma ser considerado contraproducente por ter estimulado muitos habitantes, antes neutros, a resistir ativamente, elevando o número de milicianos defendendo Quebec a cerca de 10 000.

Primeira fase da batalha

Após um intenso, mas inconclusivo bombardeio da cidade, Wolfe ordenou um ataque frustrado ao norte de Quebec, em Beauport, onde os franceses estavam bem entrincheirados. À medida que as semanas passavam, diminuíam as chances de sucesso britânico, e Wolfe ficou desanimado. A grande força de Amherst, que avançava rumo a Montreal, progredia lentamente, inviabilizando a possibilidade de Wolfe receber reforços.

#### Batalha e morte subsequente

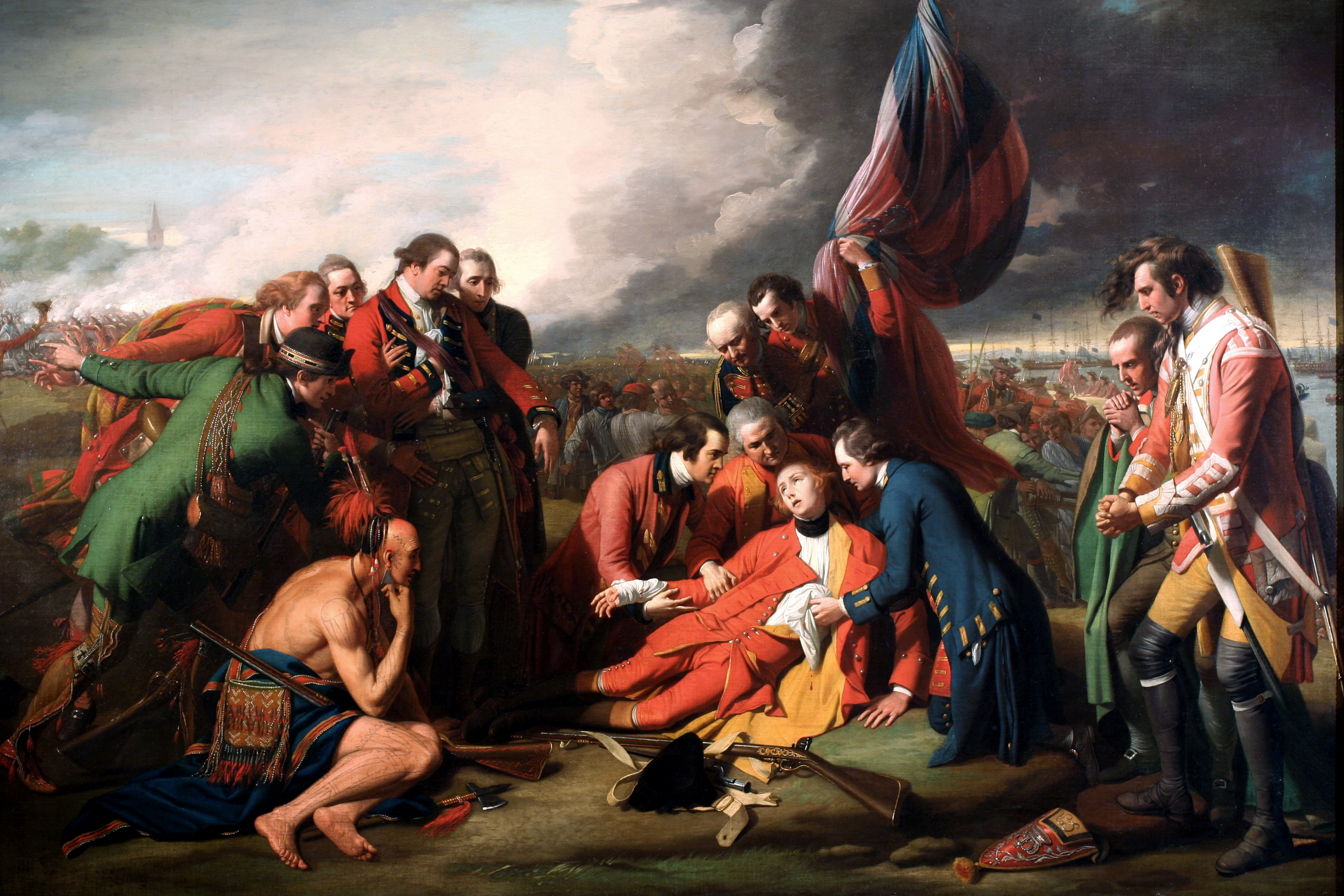
The Death of General Wolfe por Benjamin West

Wolfe então liderou 4 400 homens em pequenos barcos para um arriscado desembarque anfíbio ao pé de um penhasco a oeste de Quebec, ao longo do Rio São Lourenço. Seu exército, com apenas dois pequenos canhões, escalou os 200 metros do penhasco na madrugada de 13 de setembro de 1759, surpreendendo os franceses sob comando do Marquês de Montcalm, que considerava o penhasco intransponível e havia disposto suas defesas de acordo. Diante da possibilidade de os britânicos erguerem mais canhões no topo e demolirem as muralhas remanescentes, os franceses enfrentaram os britânicos nas Planícies de Abraham. Foram derrotados após quinze minutos de batalha, mas, ao avançar, Wolfe foi atingido três vezes — no braço, ombro e finalmente no peito.O historiador Francis Parkman descreve a morte de Wolfe:

Perguntaram a ele [Wolfe] se desejava um cirurgião; mas ele balançou a cabeça e respondeu que tudo havia terminado para ele. Seus olhos se fecharam com a letargia da morte iminente, e aqueles ao redor sustentaram seu corpo enfraquecido. Ainda assim, eles não conseguiam desviar o olhar da intensa confusão diante deles, e das fileiras de seus companheiros investindo através de fogo e fumaça.

“Veja como eles correm”, exclamou um dos oficiais, à medida que os franceses fugiam em desordem perante as baionetas.
“Quem foge?”, perguntou Wolfe, abrindo os olhos como um homem que desperta de um sono.
“O inimigo, senhor”, foi a resposta; “estão batendo em retirada por toda parte.”

“Então”, disse o general moribundo, “diga ao coronel River para cortar a retirada deles na ponte. Agora, graças a Deus, morro feliz”, murmurou, e, virando-se de lado, expirou tranquilamente.

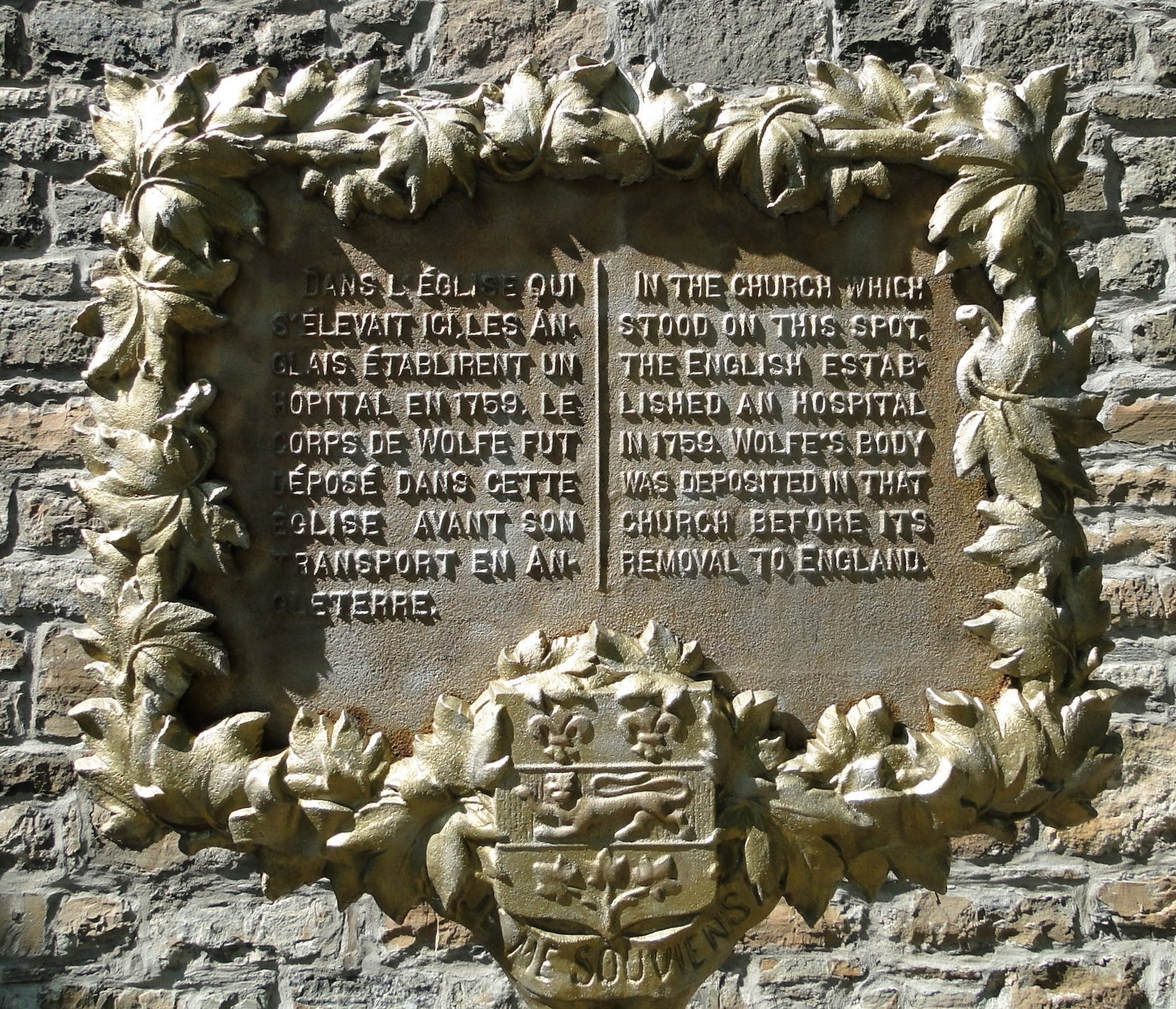
Placa de Wolfe em Lévis

A Batalha das Planícies de Abraham custou a vida dos dois principais comandantes: Montcalm também morreu no dia seguinte em decorrência de seus ferimentos. A vitória de Wolfe em Quebec possibilitou a Campanha de Montreal contra os franceses no ano seguinte. Com a queda daquela cidade, o domínio francês na América do Norte (exceto Luisiana e as ilhas de Saint-Pierre e Miquelon) chegou ao fim.
O corpo de Wolfe foi enviado de volta à Grã-Bretanha a bordo do HMS Royal William e sepultado no jazigo da família na Igreja de St Alfege, Greenwich, ao lado de seu pai (falecido em março de 1759). O funeral ocorreu em 20 de novembro de 1759, mesmo dia em que o almirante Hawke conquistou a última das três grandes vitórias do "Ano Maravilhoso" e do "Ano das Vitórias" — Minden, Quebec e Quiberon Bay.

## Personalidade
Wolfe era conhecido entre suas tropas por exigir muito de si mesmo e delas. Também era reconhecido por portar o mesmo equipamento de combate dos soldados de infantaria — mosquete, porta-munição e baioneta — algo incomum para oficiais da época. Embora sofrendo de frequentes problemas de saúde, Wolfe era uma figura ativa e inquieta. Amherst relatou que ele parecia estar em todos os lugares ao mesmo tempo. Há uma história de que quando alguém da corte britânica chamou o jovem brigadeiro de louco, Jorge II teria retrucado: “Louco, é? Então espero que ele morda alguns dos meus outros generais.” Culto, antes da Batalha das Planícies de Abraham, Wolfe teria recitado aos seus oficiais o poema Elegy Written in a Country Churchyard (de Gray) — que contém o verso “Os caminhos da glória conduzem apenas à sepultura” — e comentado: “Senhores, eu preferia ter escrito esse poema do que tomar Quebec amanhã.”
Tendo sofrido de rejeição amorosa, Wolfe escreveu em 1751 para sua mãe, dizendo que provavelmente jamais se casaria e acreditava que as pessoas podem viver bem sem casamento. Há um relato (provavelmente apócrifo) publicado após sua morte, segundo o qual ele teria levado para a América do Norte um medalhão com o retrato de Katherine Lowther, supostamente sua noiva, e o entregado ao primeiro-tenente John Jervis na véspera de sua morte. Conforme a história, Wolfe teria pressentido sua morte em batalha e Jervis, cumprindo a promessa, devolveu o medalhão a Lowther.

## Legado

"Placing the Canadian Colours on Wolfe's Monument in Westminster Abbey", por Emily Warren, em Currie Hall, Royal Military College of Canada

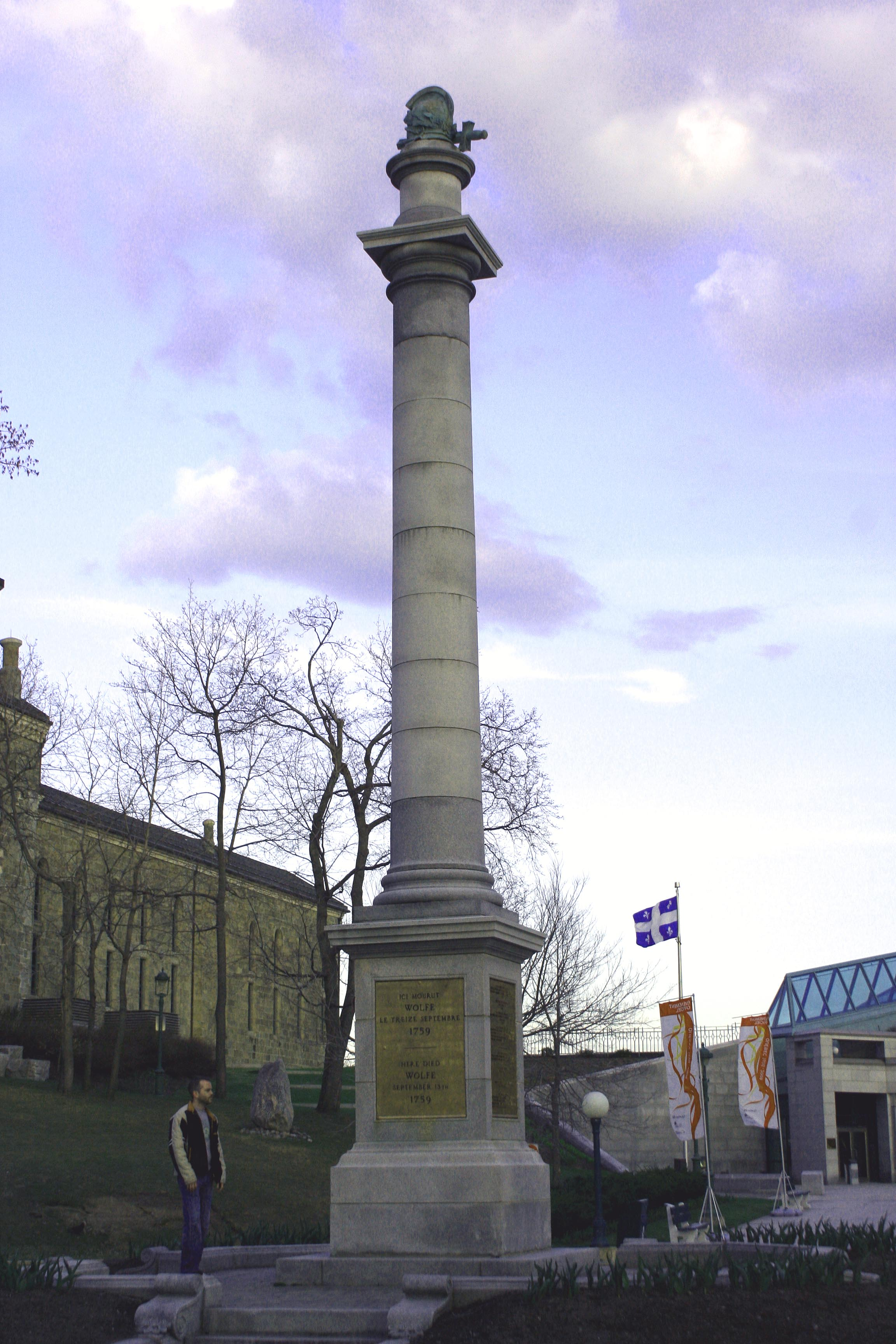
Memorial a Wolfe fora do Musée national des beaux-arts du Québec, nas Planícies de Abraham. O monumento marca o local onde se acredita que Wolfe tenha morrido.

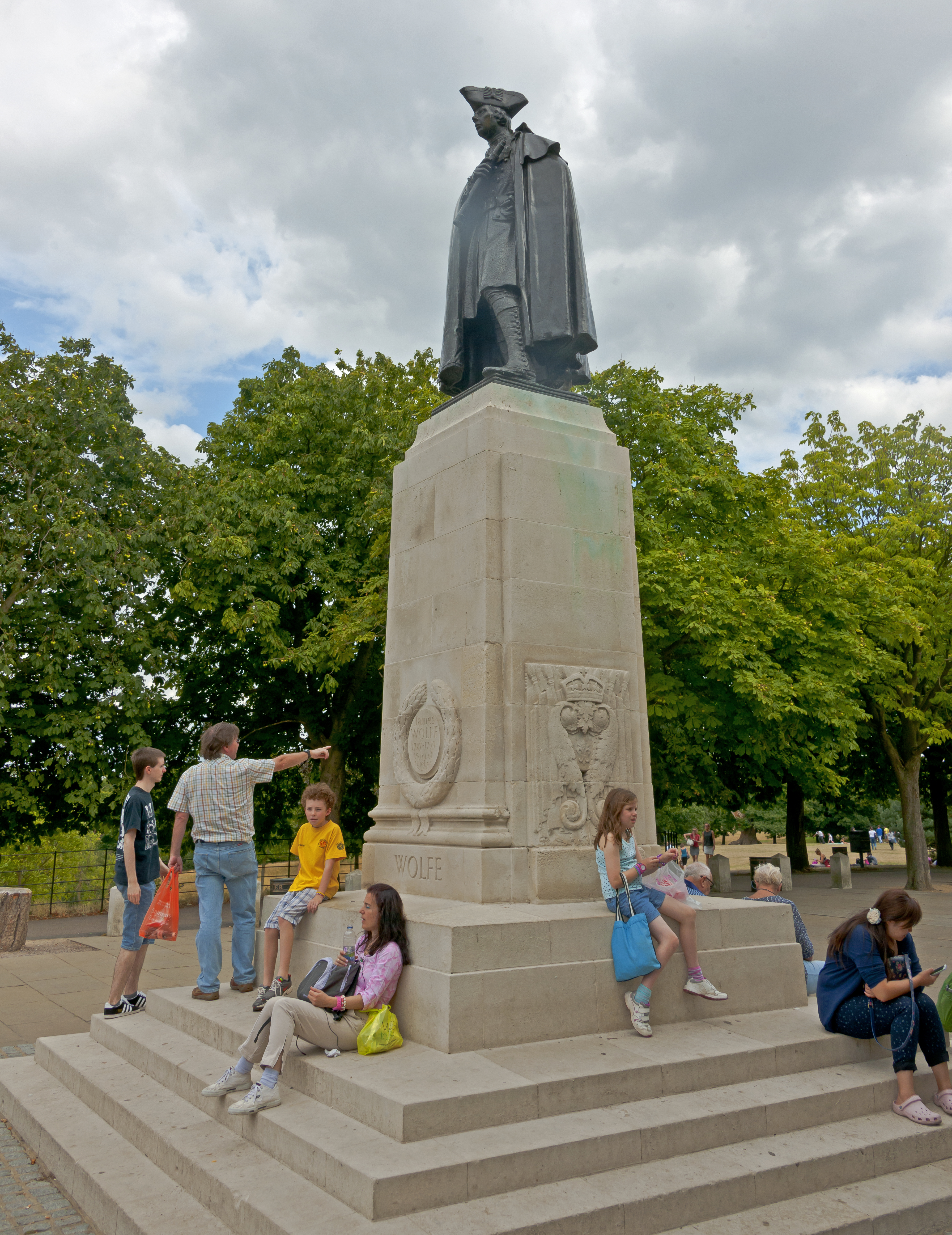
Estátua de Wolfe no Greenwich Park, Londres

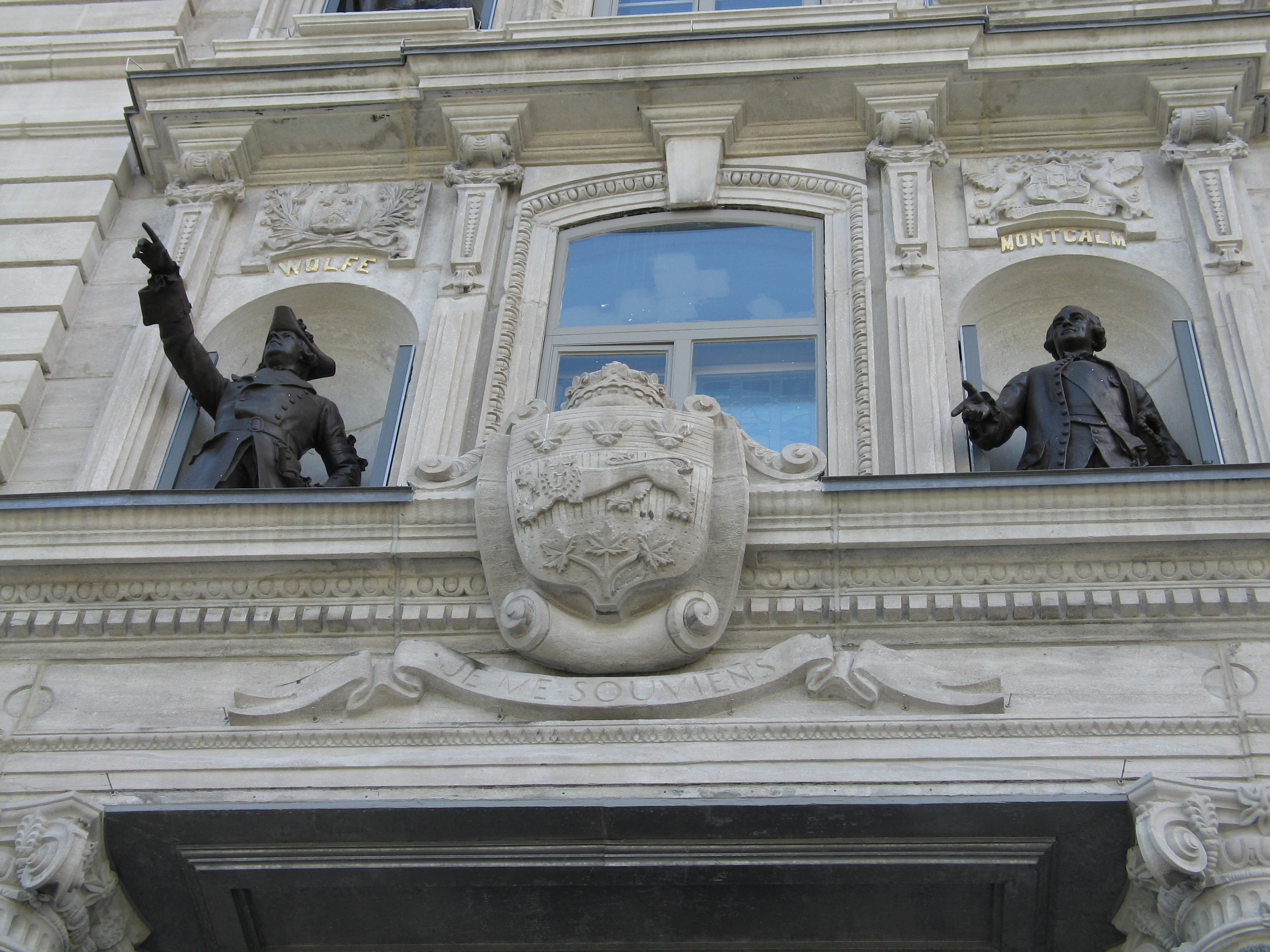
Estátuas de James Wolfe e Marquês de Montcalm em frente ao Parliament Building (Quebec)

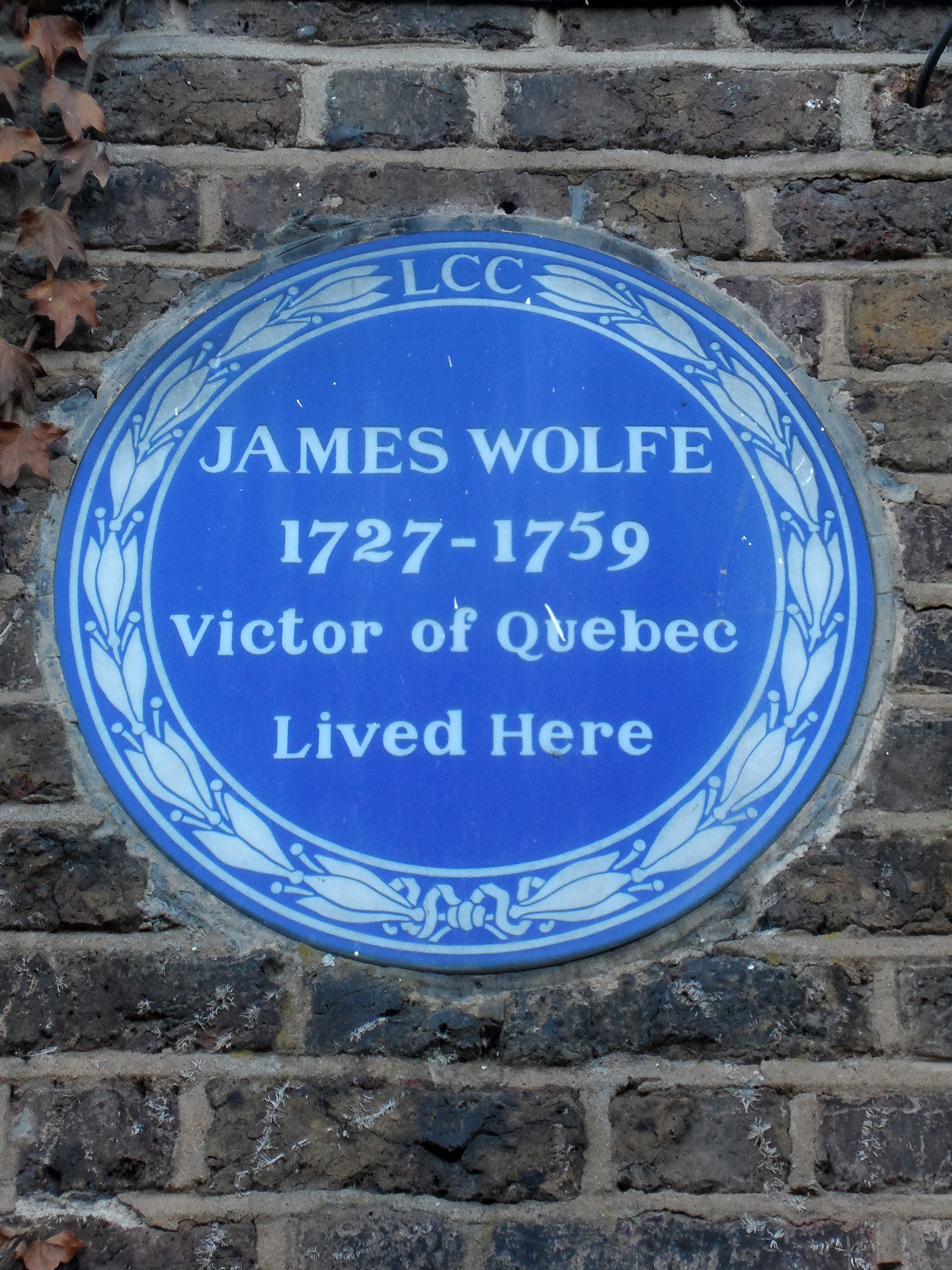
Placa azul na Macartney House, em Greenwich, onde Wolfe viveu

A inscrição no obelisco em Quebec, erguido em memória à Batalha das Planícies de Abraham, originalmente lia: “Aqui morreu Wolfe, vitorioso.” Para evitar ofender os franco-canadenses, hoje diz apenas: “Aqui morreu Wolfe.” A vitória de Wolfe sobre os franceses levou à conquista do departamento Canadá da Nova França e sua “morte de herói” o tornou uma lenda em seu país. A lenda de Wolfe inspirou a famosa pintura The Death of General Wolfe de Benjamin West, a canção folclórica anglo-americana “Brave Wolfe” (por vezes chamada “Bold Wolfe”), além do verso de abertura do hino patriótico canadense “The Maple Leaf Forever”.
Em 1792, poucos meses depois da divisão de Quebec nas províncias de Alta Canadá e Baixa Canadá, o tenente-governador da primeira, John Graves Simcoe, batizou o arquipélago na entrada do Rio São Lourenço com nomes dos generais vitoriosos: Wolfe Island, Amherst Island, Howe Island, Carleton Island e Gage Island, em homenagem a Thomas Gage. A última agora se chama Simcoe Island.
Em 1832, foi erguido o primeiro monumento de guerra do Canadá atual no local onde Wolfe supostamente caiu, marcado por uma coluna encimada por elmo e espada. Uma inscrição em sua base diz, em francês e em inglês, “Aqui morreu Wolfe – 13 de setembro de 1759.” Substituiu uma grande pedra que as tropas britânicas haviam colocado no local para assinalar o ponto exato de sua morte.
O Wolfe's Landing National Historic Site of Canada está localizado em Kennington Cove, na costa leste da Ilha do Cabo Bretão, Nova Escócia. Inteiramente contido dentro do Fortim de Louisbourg, o local é limitado ao sul por uma praia rochosa e cercado por campos e floresta ao norte, leste e oeste. Foi dali que, durante a Guerra dos Sete Anos, as forças britânicas lançaram seu ataque bem-sucedido contra os franceses em Louisbourg. Wolfe's Landing foi designado como local histórico nacional do Canadá em 1929, porque: “aqui, em 8 de junho de 1758, os homens da brigada do brigadeiro-general James Wolfe desembarcaram com sucesso, levando à capitulação de Louisbourg”.
Há um memorial para Wolfe na Abadia de Westminster, feito por Joseph Wilton. O 3º Duque de Richmond, que servira no regimento de Wolfe em 1753, encomendou um busto de Wolfe a Wilton. Existe uma pintura a óleo, “Placing the Canadian Colours on Wolfe's Monument in Westminster Abbey”, de Emily Warren, em Currie Hall no Royal Military College of Canada.
Uma estátua de Wolfe encontra-se acima do Royal Naval College, em Greenwich, local apreciado pela vista panorâmica de Londres. Há também uma estátua na vila natal de Wolfe, Westerham, em Kent, ao lado da estátua de outro famoso morador, Sir Winston Churchill. Nos jardins de Stowe (Buckinghamshire), há um obelisco conhecido como o obelisco de Wolfe, erguido pela família proprietária de Stowe, uma vez que Wolfe passou sua última noite na Inglaterra naquela mansão. Wolfe está sepultado sob a Igreja de St Alfege, Greenwich, onde há quatro memoriais em sua homenagem: uma réplica de sua placa de caixão no piso, The Death of Wolfe (pintura de Edward Peary, concluída em 1762), uma placa na parede e uma janela de vidro colorido. Além disso, a escola primária local recebe o nome dele. A casa onde morou em Greenwich, Macartney House, exibe uma placa azul com seu nome, e uma rua próxima chama-se General Wolfe Road.
Em 1761, como memória perpétua de Wolfe, George Warde (amigo de infância de Wolfe) fundou a Wolfe Society, que até hoje se reúne anualmente em Westerham para o “Wolfe Dinner” em tributo à sua “memória pia e imortal”. Warde pagou a Benjamin West para pintar “The Boyhood of Wolfe” (A Juventude de Wolfe), que ficava em Squerres Court, mas foi doada recentemente ao National Trust e hoje está em Quebec House, a casa de infância de Wolfe em Westerham. Warde também ergueu um cenotáfio em Squerres Park, marcando o local onde Wolfe recebeu sua primeira patente, enquanto visitava os Warde.
No Canadá, há diversas instituições, localidades, vias e acidentes geográficos com o nome dele. Destacam-se grandes monumentos a Wolfe no local em que ele tombou, nas Planícies de Abraham, e perto da Colina do Parlamento em Ottawa. O governador de Ontário, John Graves Simcoe, deu o nome de Wolfe Island a uma ilha no Lago Ontário e no Rio São Lourenço, na costa de Kingston (perto do Royal Military College of Canada), em 1792. Em 13 de setembro de 2009, a Wolfe Island Historical Society liderou celebrações do 250º aniversário da vitória de James Wolfe em Quebec. Uma estátua em tamanho real, retratando Wolfe, está planejada.
South Mount Royal Park, em Calgary, abriga desde 2009 uma estátua de James Wolfe, que originalmente ficava em Exchange Court, Nova York. Esculpida em 1898 por John Massey Rhind, ela ficou armazenada por volta de 1945 a 1950, foi vendida em 1967 e levada ao Centennial Planetarium em Calgary, guardada novamente de 2000 a 2008, até ser instalada de forma definitiva em 2009.
Uma das casas femininas do Duke of York's Royal Military School leva o nome de Wolfe, pois as casas são nomeadas em homenagem a figuras militares proeminentes. Em Greenwich, há uma escola infantil (5–11 anos) chamada James Wolfe School, localizada próxima à casa em que ele viveu, na Chesterfield Walk, ao leste da General Wolfe Road.
As cartas de Wolfe enviadas a seus pais desde os 13 anos até sua morte, assim como seu exemplar de Elegy Written in a Country Churchyard, de Gray, e outros itens, estão guardados na Thomas Fisher Rare Book Library em Toronto, Ontário. Outros artefatos que pertenceram a Wolfe estão preservados em museus no Canadá e na Inglaterra, embora alguns tenham associação mais lendária que factual. A capa usada por Wolfe em Louisbourg, Quebec e nas Planícies de Abraham faz parte da Royal Collection britânica. Em 2008, foi emprestada ao Maritime Museum of the Atlantic, em Halifax, Nova Escócia, para uma exposição sobre o cerco de Louisbourg. Em 2009, foi transferida ao Army Museum, na Cidadela de Halifax, onde segue em exibição. Wolfe Crescent, em Halifax, é nomeada em homenagem a ele.
Point Wolfe é uma antiga vila e atual área de camping no Parque Nacional de Fundy, que também abriga a Ponte de Point Wolfe. A cidade de Wolfeboro, New Hampshire também leva o nome de Wolfe. Em Montreal, a Rue Wolfe corre paralela à Rue Montcalm e à Rue Amherst, enquanto no bairro de Ste-Foy, na Cidade de Quebec, ele nomeia a Avenue Wolfe.